# Super Pipeline
Super Pipeline, chiamato anche solo Pipeline sulla copertina, è un videogioco rompicapo d'azione per Commodore 64 pubblicato nel 1983 da Taskset Ltd.
Una conversione per ZX Spectrum, con titolo Pipeline, uscì nel 1985 in raccolta con SOS, edita da Viper Software.
Una conversione amatoriale non ufficiale per Commodore 16 venne diffusa nel 1993.

## Modalità di gioco
L'obiettivo è quello di mantenere integro un tubo dal percorso tortuoso in modo che l'acqua possa fluire attraverso di esso. Il giocatore controlla un idraulico che può camminare sul tubo, che è disposto su un piano verticale con visuale laterale a schermata fissa. A contrastare l'attività del giocatore vi sono però dei sabotatori che cercheranno di ostruire il tubo, interrompendo il flusso dell'acqua, degli insetti che, cadendo dall'alto, tenteranno di uccidere il giocatore, e uno o più mostri che pattuglieranno i tubi nei livelli più avanzati. 
Il giocatore è dotato di una pistola che può uccidere gli insetti e i sabotatori (il mostro può essere ucciso solo se colpito da dietro) ed è seguito da un "aiutante" in grado di rimuovere i tappi piazzati dai sabotatori e di uccidere gli insetti più piccoli. Anche l'aiutante può essere eliminato da alcuni dei mostri, ma può essere rimpiazzato tornando all'inizio del tubo a prelevare un sostituto.
Avanzando con i livelli aumenta la difficoltà di gioco: una serie di muri proteggeranno la scala che i nemici usano per raggiungere il tetto dello schema di gioco, dal quale poi si gettano sul tubo, rendendo difficile colpirli preventivamente.
Un livello termina quando una certa quantità di acqua è stata riversata nella tanica presente al termine delle tubature. Ogni due livelli è possibile assistere ad un simpatico intermezzo.

## Colonna sonora
La colonna sonora è stata composta da Paul Hodgson, ed è composta esclusivamente da cover:
1. Marvin Hatley - Dance of the Cuckoos (Laurel & Hardy theme tune)
2. Claude Debussy - Golliwogg's Cakewalk
3. Miklós Rózsa & Walter Schumann - Dragnet
4. Nicolò Paganini - Capriccio numero 24 dei 24 Capricci
5. Sky - Tuba Smarties
6. The Helston Furry Dance (danza tradizionale inglese)